# Commentaar van mijnheer Zuo op de Lente- en herfstannalen
Het Commentaar van Mijnheer Zuo (zuozhuan) is een commentaar op de Lente- en Herfstannalen, de hofkroniek van de Chinese staat Lu. Het commentaar vormt sinds de Tang-dynastie een integraal onderdeel van die kroniek. De combinatie behoort zowel tot de Confucianistische Klassieken als tot de Vijf Klassieken. Het werk kenmerkt zich door een levendige schrijfstijl. Het werd veel gelezen en heeft daardoor een sterke invloed uitgeoefend op het Chinese historische besef.

## Ontstaan

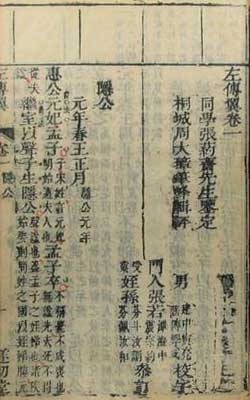
pagina uit de Zuozhuan

Traditioneel werd het werk toegeschreven aan Zuo Qiuming (左丘明). Hij wordt genoemd in de Lunyu en zou een tijdgenoot van Confucius zijn geweest. Rond 750 werd deze traditie voor het eerst betwijfeld door Dan Zhu (啖助). Die twijfel is tot in de Qing-dynastie blijven bestaan.
Volgens de Hanshu, de officiële dynastieke geschiedenis van de vroege Han, bevond zich een exemplaar van het Commentaar samen met een tot dan toe onbekende versie van de Lente- en Herfstannalen in het geheim keizerlijk archief. Beide werken werden ontdekt door Liu Xin, de keizerlijke bibliothecaris. Het ging hier om oude tekst (guwen) versies, die waren geschreven in karakters die dateerden van vóór de standaardisatie van het schrift door de Qinkeizer. Deze versie van de Annalen liep twee jaar langer door dan de tot dan toe bekende versies van Gongyang en van Guliang. Liu Xin gebruikte de door hem gevonden versie van de Zuozhuan om de eveneens door hem gevonden Annalen te verduidelijken.
In de 18e eeuw benadrukte Liu Fenglu (劉逢祿, 1776-1829) de vele verschillen tussen het Commentaar van Zuo en de Lente- en Herfstannalen. Zo liep het Commentaar achttien jaar langer door dan de Annalen (463 in plaats van 481 v.Chr.) en werden veel gebeurtenissen óf alleen in de Annalen óf alleen in het Commentaar beschreven. Ook was het proza van het Commentaar veel uitvoeriger dan dat van de Annalen. De Zuozhuan kon volgens hem dan ook onmogelijk een commentaar op de Annalen zijn geweest. De 19e-eeuwse hervormer Kang Youwei (康有為, 1858-1927) ging nog een stap verder. Hij stelde dat het hier ging om een vervalsing door Liu Xin. Vanwege zijn functie als keizerlijk bibliothecaris had hij toegang tot dan toe onbekende manuscripten. Hij zou de Zuozhuan hebben vervalst tot een commentaar op de Lente- en Herfstannalen om zo de politiek van de usurpator Wang Mang te kunnen rechtvaardigen.

## Wel of geen commentaar
De stellingname van Kang Youwei over de vervalste Zuozhuan leidde in de 20e eeuw tot een debat onder met name westerse sinologen:
- De Duitse sinoloog Otto Franke volgde Kang Youwei en onderschreef dat het een vervalsing betrof. Net als zijn oordeel over Wang Mang is ook zijn mening over Liu Xin bijzonder negatief.
- Bernhard Karlgren concludeerde dat het Commentaar noch het werk was van Zuo Qiuming noch een vervalsing door Liu Xin. Het ging om een oorspronkelijk werk afkomstig uit de periode 468-300 v.Chr., met onderdelen die mogelijk nog veel ouder waren.
- William Hung (Hung Yeh 洪業, 1893-1980) nam aan dat de Zuozhuan door Zhang Cang (張蒼, d. 152 v.Chr.) was geschreven als een commentaar op de Annalen. De verschillen tussen de Annalen en het commentaar waren het gevolg van twee verschillende versies van de Annalen. De tekst van de Annalen die in de 2e eeuw v.Chr. bekend was en door Zhang Cang werd gebruikt voor zijn commentaar was onsamenhangend en bevatte toevoegingen uit andere teksten (waaronder de Guoyu, 國語). Deze (eerste) versie van de Annalen is verloren geraakt, maar in de huidige Zuozhuan zijn nog steeds restanten van die versie terug te vinden. Tegenover het commentaar van Zhang Cang kwam later een tweede versie van de Annalen te staan. Dat was het werk dat Liu Xin had ontdekt in het keizerlijk archief, De door hem gevonden versie vormt de basis voor de huidige Lente- en Herfstannalen.
- Volgens Henri Maspero bestond de huidige Zuozhuan oorspronkelijk uit twee afzonderlijke werken:
  - Een kort commentaar op de Lente- en Herfstannalen in de vorm van een tekstuele exegese in de traditie van de commentaren van Gongyang en Guliang. In dit gedeelte werden voornamelijk riten en ethische kwesties beschreven.
  - Een lange kroniek die niets van doen had met de Lente- en Herfstannalen of met de staat Lu, maar gebeurtenissen beschreef uit de staat Jin. Hierdoor was dat werk nauw verwant aan de Guoyu.

Beide werken waren afkomstig uit de vroege 5e of de late 4e eeuw v.Chr. en werden samengesmolten tot het huidige Commentaar van mijnheer Zuo. Daarbij werd de kroniek opgesplitst om hem in te kunnen passen in de Lente- en Herfstannalen.
De theorie van Maspero lijkt te worden bevestigd door een vondst in Mawangdui (馬王堆). Daar werd in 1973 een op zijde geschreven kroniek gevonden. Hoewel de tekst zwaar beschadigd is, blijkt dat sommige in de kroniek beschreven gebeurtenissen overeenkomen met die uit de Zuozhuan, terwijl andere gebeurtenissen in de Zuozhuan onvermeld bleven.

## Samensmelting Zuozhuan met de Annalen
De samensmelting van het Commentaar van Zuo met de Lente- en herfstannalen wordt toegeschreven aan Du Yu (杜預, 222-284). Hij splitste de kroniek zodat die kon worden ingepast in de annalen. De Zuozhuan viel hierdoor uiteen in twee gedeelten, een tekstuele exegese en een beschrijving van gebeurtenissen die niet in de Annalen zelf zijn vermeld. Sinds de Tang-dynastie worden de annalen met het commentaar van Zhuo als één werk beschouwd, dat onder de titel Commentaar van Mijnheer Zuo op de Lente- en herfstannalen (Chunqiu Zuoshihzuan) opgenomen werd in de Confucianistische canon. Daarmee kreeg het werk een status die gelijkwaardig was aan de beide andere commentaren, de Gongyangzhuan en de Guliangzhuan.

## Inhoud
De Zuozhuan is omvangrijker en veel levendiger geschreven dan de andere commentaren op de Lente- en Herfstannalen. Het werk bevat verhalen uit de vroege Zhou tijd, zoals die over Hertog Wen van Jin (Jin Wen Gong, 636-628 v.Chr., beter bekend als Dubbele Oren) of over Wu Zixu (伍子胥, 526-484 v.Chr.). Deze verhalen zijn nog steeds algemeen gekend in China. Het werk is dan ook uitermate belangrijk geweest voor de ontwikkeling van het Chinese historische besef.
In de Zuozhuan worden talloze intriges, gevallen van moord en verraad en oorlogen tussen de feodale staten beschreven. De inhoud lijkt daardoor ver af te staan van het Confucianistische ideaal van harmonie. Ondanks al die realistische beschrijvingen had het werk toch primair een didactisch doel. Men wilde transcendente principes van de geschiedenis zichtbaar maken. Elk verhaal loopt dan ook af zoals het dient af te lopen. Overwinningen gingen altijd naar heersers die de Confucianistische idealen het meest benadrukten. Oorlogen werden niet gevoerd vanwege buit of veroveringen, maar omdat riten niet werden nageleefd. Soms werden buitgemaakte zaken zelfs teruggegeven aan de verliezer als de overwinnaar ervan overtuigd was dat zijn tegenstander berouw had.

## Vertalingen
- Durrant, Stephen, Wai-yee Li en David Schaberg, Zuo Tradition. Zuozhuan (左傳). Commentary on the “Spring and Autumn Annals”, (translated and introduced by Stephen Durrant, Wai-yee Li, David Schaberg), Seattle (University of Washington Press) 2016, ISBN 978-0-295-99915-9 (serie: Classics of Chinese Thought).
  - Volledige vertaling van de Lente- en herfstannalen, geïntegreerd met het Commentaar van Mijnheer Zuo, 3 delen, 2147 pagina's:
    - deel 1: Lord Yin, Lord Huan, Lord Zhuang, Lord Min, Lord Xi, Lord Wen, Lord Xuan.
    - deel 2: Lord Cheng, Lord Xiang.
    - deel 3: Lord Zhao, Lord Ding, Lord Ai.
- Watson, Burton, The Tso chuan. Selections from China's Oldest Narrative History, New York (Columbia University Press) 1989, (reeks: Translations from the Oriental classics) ISBN 0-231-06714-3
- Legge, James, The Ch'un ts'ew, with the Tso chuen in: The Chinese classics with a translation, critical and exegetical notes, prolegomena, and copious indexes, deel 5 (in 2 delen), Hongkong (Lane, Crawford & Co) en London (Trübner & Co) 1872 (933 p.) (Volledige vertaling van de Lente- en Herfstannalen inclusief het commentaar van mijnheer Zuo).
  - Herdrukken:
    - Hong Kong (Hong Kong University Press) 1960
    - Taipei (Southern Materials Center SMC) 1983, ISBN 957-638-042-1.
- Couvreur, Séraphin, Tch'ouen ts'iou et Tso tchouan. Texte chinois avec traduction française, Ho Kien Tou (Imprimerie de la Mission catholique) 1914, 3 delen. (Volledige vertaling van de Lente- en Herfstannalen inclusief het commentaar van mijnheer Zuo).
  - Herdruk onder de titel La chronique de la principauté de Lòu. Ch'un ch'iu tso chuan. Tch'ouen ts'iou et Tso tchouan, Parijs (Cathasia) 1951, Série culturelle des Hautes études de Tien-Tsin.